# Bukowina Tatrzańska (gemeente)
De gemeente Bukowina Tatrzańska is een landgemeente in het Poolse woiwodschap Klein-Polen, in powiat Tatrzański.
De zetel van de gemeente is in Bukowina Tatrzańska.
Op 30 juni 2004 telde de gemeente 12 274 inwoners.

## Plaatsen
Białka Tatrzańska, Brzegi, Bukowina Tatrzańska, Czarna Góra, Groń, Jurgów, Leśnica, Rzepiska.

## Oppervlakte gegevens
In 2002 bedroeg de totale oppervlakte van gemeente Bukowina Tatrzańska 131,84 km², waarvan:
- agrarisch gebied: 46%
- bossen: 47%

De gemeente beslaat 27,95% van de totale oppervlakte van de powiat.

## Demografie
Stand op 30 juni 2004:
| Omschrijving                   | Totaal | Totaal | Vrouwen | Vrouwen | Mannen | Mannen |
| ------------------------------ | ------ | ------ | ------- | ------- | ------ | ------ |
| eenheid                        | aantal | %      | aantal  | %       | aantal | %      |
| inwoners                       | 12 274 | 100    | 6127    | 49,9    | 6147   | 50,1   |
| bevolkingsdichtheid (inw./km²) | 93,1   | 93,1   | 46,5    | 46,5    | 46,6   | 46,6   |

In 2002 bedroeg het gemiddelde inkomen per inwoner 1315,41 zł.

## Aangrenzende gemeenten
Biały Dunajec, Łapsze Niżne, Nowy Targ, Poronin, Szaflary, Zakopane.
De gemeente grenst aan Slowakije.